# Acontistini
Acontistini – plemię modliszek z rodziny Acanthopidae i podrodziny Stenophyllinae. Obejmuje 38 opisanych gatunków.

## Morfologia

### Owad dorosły
Modliszki osiągające niewielkie rozmiary. Zazwyczaj ciało ich jest dość krótkie i krępe. Najczęściej ubarwione są zielono, zielono-żółto, zielono-brązowo czy zielono-biało, rzadziej brązowo. Tylne skrzydła samców bywają od całkiem przezroczystych po rozlegle pigmentowane, samic zaś zawsze są kolorowe; mogą być jedno- lub wielobarwne, a najczęściej występującymi na nich kolorami jest szkarłat, pomarańcz, róż i ciemny, czasem fioletowo połyskujący brąz. Chwytne odnóże przedniej pary ma na udzie trzy kolce dyskoidalne i pięć kolców tylno-brzusznych – ta ostatnia cecha stanowi synapomorfię plemienia, powstałą w wyniku zatracenia jednego z sześciu występujących w pierwotnym planie budowy rodziny kolców. Odwłok odznacza się przysadkami o niepowiększonym członie wierzchołkowym, co również uchodzi za synapomorfię plemienia. Genitalia samca mają na prawej krawędzi rombowatego fallomeru brzusznego, oprócz wyraźnego i zesklerotyzowanego, rozwidlonego lub niezmodyfikowanego wyrostka dystalnego także, związany z dużym obszarem błoniastego oskórka, wyrostek proksymalny boczny.

### Kokon jajowy
Ooteki umieszczane są zwykle na płaskich powierzchniach, np. na liściach, rzadziej na korze czy patykach. Kształt mają najczęściej łezkowaty, rzadziej beczułkowaty czy prostokątnawy, przy czym w dystalnej części zawsze zaopatrzone są w nitkowaty wyrostek. Do podłoża przytwierdzane są zazwyczaj końcem tylnym tak, że rejon wylęgowy ustawiony jest do podłoża prostopadle lub pod kątem, ale zdarzają się wyjątki, np. u Callibiina ooteka umieszczana jest do góry nogami, stroną grzbietową spoczywając na podłożu. Zewnętrzna ściana kokonu ma barwę rudobrązową do brunatnej, ale całą ootekę przykrywa warstwa białawego do siarkowożółtego materiału.

## Ekologia i występowanie
Modliszki te zasiedlają głównie wilgotne lasy równikowe. Nieliczne gatunki spotykane są w formacjach o wykształconych porach roku. Bytują na różnorakiej roślinności. Wczesne stadia rozwojowe niektórych gatunków stosują w wyglądzie i zachowaniu mimikrę względem mrówek (myrmekomorfia), zwłaszcza tych z rodzaju Pseudomyrmex.
Owady te zamieszkują krainę neotropikalną, zarówno część północno-, jak i południowoamerykańską. Rozmieszczone są od środkowego Meksyku na północy przez Amerykę Centralną po północną i środkową Amerykę Południową; ponadto pojedynczy gatunek występuje na południu Karaibów, natomiast jedyne doniesienie z Kuby przypuszczalnie jest błędne.

## Taksonomia i ewolucja
Takson ten wprowadził do systematyki Ermanno Giglio-Tos w 1915 roku. W systemie z 1919 roku wyróżniał w obrębie modliszkowatych podrodzinę Acontistinae z plemionami Acontistae i Callibiae. W systemie Antona Handlirscha z 1930 roku Acontistae i Callibiae zaliczone zostały do Hymenopodidae. Max Beier w systemie z 1964 roku wyróżniał w obrębie Hymenopodidae i podrodziny Acromantinae plemię Acontistini. Reinhard Ehrmann i Roger Roy w systemie z 2002 roku klasyfikowali omawiany takson pod nazwą Acontiothespini jako jedyne plemię podrodziny Acontiothespinae w obrębie rodziny Acanthopidae. W 2004 roku Roger Roy skorygował nazwy owego plemienia i podrodziny na Acontistini i Acontistinae. W bazującym na wynikach molekularnej analizy filogenetycznej systemie Julia Riviery i Gavina J. Svensona z 2016 roku omawiany takson wyniesiono do rangi osobnej rodziny Acontistidae w obrębie nadrodziny Acanthopoidea. W uwzględniającym także dane morfologiczne systemie Christiana J. Schwarza i Roya z 2019 roku Acontistidae obniżone zostały do rangi plemienia w obrębie podrodziny Stenophyllinae, zaliczonej do Acanthopidae. 
Do plemienia zalicza się 38 opisanych gatunków, zgrupowanych w siedmiu rodzajach i dwóch podplemionach:
- Callibiina Giglio-Tos, 1919
  - Callibia Stål, 1877
- Acontistina Giglio-Tos, 1915
  - Ovalimantis Roy, 2015
  - Acontista Saussure et Zehntner, 1894
  - Raptrix Terra, 1995
  - Tithrone Stål, 1877
  - Paratithrone Lombardo, 1996
  - Astollia Kirby, 1904

W wynikach analizy molekularnej Riviery i Svensona z 2016 roku Acontistini zajęły pozycję siostrzaną dla Acanthopinae, tworząc z nimi klad siostrzany dla Stenophyllini. Natomiast według wyników morfologicznych badań Schwarza i Roya z 2019 roku Stenophyllini zajmują pozycję siostrzaną dla Acontistini, tworząc z nimi klad siostrzany dla Acanthopinae.